# Ballyloughan Castle
Ballyloughan Castle (irisch Caisleán Bhaile an Locháin) ist eine Ruine im irischen County Carlow. Sie liegt etwa sieben Kilometer südöstlich der Stadt Muine Bheag.

## Geschichte
Erbaut im 13. Jahrhundert wurde das Anwesen ursprünglich mit einem eigenen Burggraben versehen. Es bestand aus einem Hof von etwa 43 Metern Länge und 46 Metern Breite der von einer Mauer aus unbehauenen Granitblöcken umgeben war und auf dem sich ein rechteckiges Gebäude befand. Das Gebäude war zunächst im Besitz einer Familie mit dem Namen Kavanagh und ging später auf die Familie Bagenal über. Im 18. Jahrhundert wurde es als Landhaus genutzt. Heute sind von dem Anwesen nur noch ein Tor, zwei Ecktürme sowie das frühere Torhaus vorhanden. Die Ruine ist als National Monument eingetragen und kann besichtigt werden. Das Innere des Torhauses ist ebenso heute noch zu betreten wie einer der beiden Türme.